# Meike Krebs-Gatzka
Meike Krebs-Gatzka (nacida como Meike Krebs, Fráncfort, RFA, 20 de diciembre de 1979) es una deportista alemana que compitió en triatlón. Ganó una medalla de bronce en el Campeonato Europeo de Ironman 70.3 de 2008.

## Palmarés internacional
| Campeonato Europeo | Campeonato Europeo   | Campeonato Europeo | Campeonato Europeo |
| Año                | Lugar                | Medalla            | Prueba             |
| ------------------ | -------------------- | ------------------ | ------------------ |
| 2008               | Wiesbaden (Alemania) | Medalla de bronce  | Individual         |